# (4034) Vishnu
(4034) Vishnu – planetoida z grupy Apolla należąca do obiektów NEO i PHA okrążająca Słońce w ciągu roku i 33 dni w średniej odległości 1,06 j.a. Została odkryta 2 sierpnia 1986 roku w Obserwatorium Palomar przez Eleanor Helin. Nazwa planetoidy pochodzi od Wisznu, hinduistycznego boga. Przed jej nadaniem planetoida nosiła oznaczenie tymczasowe (4034) 1986 PA.